# Eupithecia badeniata
Eupithecia badeniata là một loài bướm đêm trong họ Geometridae.